# 理查德·莱斯特
理查德·莱斯特（英語：Richard Lester，1949年3月24日—），英国男子赛艇运动员。他曾代表英国参加1976年夏季奥林匹克运动会赛艇比赛，获得男子八人单桨有舵手银牌。